# Syndrome d'Adams-Stokes
 (janvier 2013).
 Mise en garde médicale
Le syndrome d'Adams-Stokes est un accident neurologique qui survient à la suite d’un trouble de la conduction cardiaque.
Les troubles de la conduction sont des anomalies de transmission de l’influx nerveux au sein du cœur. Ceci a pour conséquence un ralentissement ou une irrégularité du cœur. La pression artérielle et la perfusion sont donc diminués au niveau du cerveau, ce qui entraine une perte de connaissance durant une dizaine de secondes, un vertige, voire la mort subite.
La dénomination de ce syndrome vient de deux médecins irlandais : Robert Adams (médecin) (1791-1875) et William Stockes (1804-1878).

## Épidémiologie
Ce syndrome tend à se produire chez les personnes âgées (dont l’âge est supérieur à 60 ans) car il est habituellement associé à une maladie cardiaque.
Cependant, il a été observé dans des groupes d’âge plus jeune où les troubles de la conduction cardiaque sont congénitaux.

## Symptômes
Il existe différents symptômes :
- une éventuelle chute, le plus souvent sans avertissement ;
- la perte de connaissance est généralement comprise entre environ 10 et 30 secondes ;
- parfois la perte de connaissance peut s’ensuivre de convulsions ;
- pâleur, suivie par des rougeurs sur la récupération ;
- le pouls est ralenti, généralement inférieur à 40 battements par minute,voire imperceptible ;
- la récupération est assez rapide, même si le patient peut être confus pendant un certain temps.

En règle générale, le trouble de la conduction cardiaque est visible sur l'ECG au cours d'une attaque. Ceci peut se produire plusieurs fois dans une même journée.

## Diagnostic positif
Les troubles du rythme et de la conduction suivants, diagnostiqués par un enregistrement ECG, permettent d'affirmer l'origine cardiaque de la perte de connaissance :
- pause > 3 secondes (bloc sino-atrial)
- bradycardie < 40 battements par minute
- bloc atrioventriculaire de type 2 mobitz 2 ou de type 3
- bloc de branche équivalent bloc trifasciculaire
- tachycardie supraventriculaire > 150 battements par minute
- tachycardie ventriculaire

## Diagnostic différentiel
Dans le cas où un électrocardiogramme ne révélerait pas d’anomalie, il faut alors procéder à un holter-ECG. Le but de cet examen indolore est de repérer des anomalies éventuelles de l’activité électrique du cœur selon les activités pratiquées ou les prises médicamenteuses du patient au cours d'une journée. Les données sont d’abord enregistrées sur une cassette, puis lues par un ordinateur. Les périodes sélectionnées sont retranscrites sur un graphique par le cardiologue, et interprétées.
Déroulement de l’examen :
- le cardiologue installe 6 petites électrodes plates, selon une disposition similaire à celles de l’ECG instantané. Ces électrodes adhésives sont éventuellement soutenues par une ceinture, et elles sont reliées à un boîtier qui devra être porté en continu sur 24 heures, en bandoulière ;
- le patient mène ses activités habituelles. Le boîtier enregistrera à un certain rythme l’activité cardiaque.

Il n’y a aucun effet indésirable.

## Traitement
Pour traiter la maladie, le seul moyen est de corriger le trouble de conduction cardiaque. Il faut alors procéder à la pose d’un pacemaker. Cet appareil va régulariser le rythme des contractions cardiaques.